# Richard Lawson

Richard Lawson (Loma Linda, California, 7 de marzo de 1947) es un actor estadounidense que ha participado en películas y en la televisión. Es más conocido por sus papeles en películas de género: interpretó a Ryan en la película de 1982 Poltergeist, y el Dr. Ben Taylor en la exitosa miniserie de 1983 NBC V.

## Vida y carrera
Nacido en Loma Linda, California , Lawson sirvió un período de servicio en la guerra de Vietnam antes de embarcarse en una carrera como actor. Su primer papel cinematográfico (sin acreditar) era la de un hombre gay en el clásico de 1971 de la película Harry el Sucio. En 1973, tuvo el papel de Willis en Scream Blacula Scream.
Su primer papel protagonista en una serie de televisión fue en el drama australiano Hotel Story en 1977. Esa serie fue cancelada antes de que el primer episodio había salido al aire. Más tarde protagonizó la serie de 1980 de Chicago Story; él tomó el papel continuo de Nick Kimball en la telenovela Dinastía desde 1986 a 1987. Lawson ha hecho muchas apariciones en televisión, incluyendo papeles en Kojak , Get Christie Love!, Sister sister, Soul Food, The Bernie Mac Show y Strong Medicine.
El 12 de abril de 2015, Lawson se casó con su novia de mucho tiempo, la estilista Tina Knowles. Knowles es la madre de Beyoncé y Solange Knowles.

## Datos curiosos
- Posee y opera el Richard Lawson Studios (SPI). SPI ofrece varias clases y talleres de desarrollo profesional, incluyendo: Estudio escena, técnicas de audición, cinematografía y de administración de empresas.
- Se graduó de Hayward High School en 1965 y se fue a Riverside City College durante un año y medio antes de que él se retire y fuera reclutado por el ejército tres meses después.
- Sobrevivió al accidente del vuelo 405 USAir el 22 de marzo de 1992. El avión, que despegó del Aeropuerto LaGuardia de Nueva York se estrelló en las aguas del estrecho de Long Island, poco después del despegue.
- Después de servir el deber de un año en Vietnam, fue a Chabot Junior College en Hayward, California, y se unió al equipo de debate con la intención de llevar a cabo la ley. Su voz era tan fuerte, resonante y con autoridad que decidió convertirse en actor.
- Padrastro de Beyoncé Knowles y Solange Knowles.

## Filmografía

### Películas
| Año  | Título                         | Personaje                                 | Notas                           |
| ---- | ------------------------------ | ----------------------------------------- | ------------------------------- |
| 1971 | Dirty Harry                    |                                           | No acreditado. Película teatral |
| 1973 | Scream Blacula Scream          | Willis Daniels                            | Película teatral                |
| 1973 | Fox Style                      | Pequeño Henry                             | Película teatral                |
| 1974 | Sugar Hill                     | Valentine                                 | Película teatral                |
| 1974 | Black Fist                     | Leroy Fisk                                | Película teatral                |
| 1977 | Audrey Rose                    | Policía #1                                | Película teatral                |
| 1978 | Coming Home                    | Pat                                       | Película teatral                |
| 1979 | The Main Event                 | Héctor Mantilla                           | Película teatral                |
| 1982 | Poltergeist                    | Ryan                                      | Película teatral                |
| 1984 | Streets of Fire                | Oficial Ed Price                          | Película teatral                |
| 1985 | Stick                          | Cornell                                   | Película teatral                |
| 1997 | Wag the Dog                    | Agente de la CIA                          | Película teatral                |
| 1998 | How Stella Got Her Groove Back | Jack                                      | Película teatral                |
| 2000 | Mars and Beyond                | Director de vuelo de misión Maynard Nixon | Corto                           |
| 2001 | Blue Hill Avenue               | Tío Rob                                   | Película teatral                |
| 2003 | Out of the Rain                | Donald                                    | Película teatral                |
| 2003 | Black Listed                   | Agente Gordon                             | Película Directo-a-vídeo        |
| 2005 | Guess Who                      | Marcus                                    | Película teatral                |
| 2006 | The Last Stand                 | Winston                                   | Película teatral                |
| 2007 | I'm Through with White Girls   | James Evans                               | Película teatral                |
| 2008 | Love for Sale                  | Uncle Mac                                 | Película teatral                |
| 2009 | The Business of Show           |                                           | Corto                           |
| 2010 | Massacre                       | Rich Cannon                               | Película teatral                |
| 2010 | For Colored Girls              | Frank                                     | Película teatral                |
| 2019 | From Zero to I Love You        | Ron Logsdon                               | Película teatral                |
| 2019 | The Corner Store               | Marvin                                    | Corto                           |
| 2019 | Always a Bridesmaid            | Carlton Blakeston Sr                      | Película teatral                |

### Televisión
| Año       | Título                                    | Personaje                               | Notas                             |
| --------- | ----------------------------------------- | --------------------------------------- | --------------------------------- |
| 1973      | Shaft                                     | Don Lewis                               | 1 episodio                        |
| 1973      | Kojak                                     | 1.er Sospechoso                         | 1 episodio                        |
| 1974      | Get Christie Love!                        |                                         | 1 episodio                        |
| 1975      | The Streets of San Francisco              | Eddie Hill                              | 1 episodio                        |
| 1975      | Medical Center                            | Andy Willis                             | 1 episodio                        |
| 1975      | Crossfire                                 | Oficial Ken Dillard                     | Película de televisión            |
| 1976      | Bert D'Angelo/Superstar                   |                                         | 1 episodio                        |
| 1976      | Most Wanted                               |                                         | 1 episodio                        |
| 1977      | Hotel Story                               |                                         | 7 episodios                       |
| 1977      | All in the Family                         | Hombre negro enojado                    | 1 episodio                        |
| 1977      | The Fantastic Journey                     | Barker                                  | 1 episodio                        |
| 1978      | Good Times                                | Raymond                                 | 1 episodio                        |
| 1978      | Having Babies                             | Bert Rollins                            | 1 episodio                        |
| 1978      | What Really Happened to the Class of '65? | Ten. Sawyer                             | 1 episodio                        |
| 1979      | Charleston                                | James Harris                            | Película de televisión            |
| 1979      | The Jericho Mile                          | R.C. Stiles                             | Película de televisión            |
| 1979      | Buffalo Soldiers                          | Caleb Holiday                           | Película de televisión            |
| 1980      | The Golden Moment: An Olympic Love Story  | Gene Davis                              | Película de televisión            |
| 1981      | The White Shadow                          | David Mackey                            | 1 episodio                        |
| 1982      | T. J. Hooker                              | Oficial David McNeil                    | 1 episodio                        |
| 1982      | Chicago Story                             | Det. O.Z. Tate                          | 13 episodios                      |
| 1983      | V                                         | Dr. Ben Taylor                          | Miniserie                         |
| 1983      | Hardcastle and McCormick                  | Kid Calico                              | 1 episodio                        |
| 1984      | Magnum, P.I.                              | Gerald Calvin                           | 1 episodio                        |
| 1985      | St. Elsewhere                             |                                         | 1 episodio                        |
| 1985      | Remington Steele                          | Monroe Henderson                        | 1 episodio                        |
| 1986      | Comedy Factory                            | Dr. Julius Pepper                       | 1 episodio                        |
| 1986      | Under the Influence                       | Dr. Duran                               | Película de televisión            |
| 1986      | Johnnie Mae Gibson: FBI                   | Adam Prentice                           | Película de televisión            |
| 1986–1987 | Dynasty                                   | Nick Kimball                            | 11 episodios                      |
| 1987      | Amen                                      | Dr. Jonathan Wallace                    | 1 episodio                        |
| 1988      | CBS Summer Playhouse                      | Nick Scott                              | 1 episodio                        |
| 1988      | Wiseguy                                   | Thurman McGill                          | 1 episodio                        |
| 1988      | 227                                       | Raymond Blake                           | 1 episodio                        |
| 1988–1991 | The Days and Nights of Molly Dodd         | Det. Nathaniel Hawthorne                | 21 episodios                      |
| 1989      | 1st & Ten: The Championship               | Coleman King                            | 2 episodios                       |
| 1989      | The Forgotten                             | Sergento Frank 'Doc' McDermott          | Película de televisión            |
| 1989      | Double Your Pleasure                      | Dash                                    | Película de televisión            |
| 1989–1991 | MacGyver                                  | Jesse Colton                            | 3 episodios                       |
| 1991      | Father Dowling Mysteries                  | Brad Whitfield                          | 1 episodio                        |
| 1991      | The Cosby Show                            | Sr. Bostic                              | 1 episodio                        |
| 1992–1994 | All My Children                           | Lucas Barnes                            | 12 episodios                      |
| 1993      | Saved by the Bell: The New Class          | Juez Thurston Jones                     | 1 episodio                        |
| 1995      | Picket Fences                             | Dale "Sky" Betts                        | 1 episodio                        |
| 1996      | Pandora's Clock                           | Capitán Daniel Robb                     | Película de televisión            |
| 1997      | Good News                                 | Percy Shepperd                          | 2 episodios                       |
| 1997      | Moesha                                    | Marlon James                            | 1 episodio                        |
| 1998      | The Parent 'Hood                          | Padre de T.K.                           | 1 episodio                        |
| 1998      | L.A. Doctors                              | Gary Miller                             | 1 episodio                        |
| 1999      | Justice                                   | Gus                                     | Película de televisión            |
| 1999      | Sister, Sister                            | Victor Sims                             | 5 episodios                       |
| 1999      | Jackie's Back                             | Milkman Summers (Exmarido #1 de Jackie) | Película de televisión            |
| 1999      | Judging Amy                               | Thomas Horne                            | 1 episodio                        |
| 2000      | Family Law                                | Chuck                                   | 1 episodio                        |
| 2001      | JAG                                       | Sgt. Dan Craig                          | 1 episodio                        |
| 2001      | Touched by an Angel                       | Nicholas Freeman                        | 1 episodio                        |
| 2001      | Soul Food                                 | Reverendo Bobby Baxter                  | 1 episodio                        |
| 2001      | Strong Medicine                           | Alton Clayborne                         | 1 episodio                        |
| 2001      | The Bernie Mac Show                       | Bishop                                  | 1 episodio                        |
| 2002      | The District                              | Comandante Richard Gray                 | 2 episodios                       |
| 2002      | For the People                            | Clay Portman                            | 1 episodio                        |
| 2003      | Maniac Magee                              | Sr. Beale                               | Película de televisión            |
| 2003      | Half & Half                               | Ben                                     | 1 episodio                        |
| 2004      | The Division                              | LaBon                                   | 1 episodio                        |
| 2004      | Dead Like Me                              | William Garrett                         | 1 episodio                        |
| 2004      | Christmas at Water's Edge                 | Sr. Turner                              | Película de televisión            |
| 2005      | E-Ring                                    |                                         | 1 episodio                        |
| 2006      | All of Us                                 | Luther Brody                            | 2 episodios                       |
| 2008      | Numb3rs                                   | Clay Porter, Sr.                        | 1 episodio                        |
| 2011      | Angry Boys                                | Shwayne Senior                          | 7 episodios                       |
| 2013      | Real Husbands of Hollywood                | Detective Smith                         | 1 episodio                        |
| 2016      | Saints & Sinners                          | Pastor Evan Johnson                     | Recurrente                        |
| 2017      | Grey's Anatomy                            | Bill Pierce                             | 1 episodio                        |
| 2017      | Searching for Neverland                   | Joe Jackson                             | Película de televisión biográfica |
| 2018      | In Contempt                               | Earl Sullivan                           | En proceso                        |